# 张天琳
张天琳（?—1644年），陕西绥德人。明末陕北民变首领，后追随李自成，在大顺官至制将军。

## 生平
崇祯四年（1632年）六月，张天琳部渡过黄河，进入山西。崇祯六年（1633年），李自成与张天琳等多部农民军在武安击败左良玉。十一月，农民军伪降明军，随后渡过黄河，进入河南。崇祯八年，张天琳、李自成、郭应聘等部于真宁湫头镇击败明左都督、援剿总兵曹文诏，后者自杀身亡。崇祯十一年六月，在明军围剿之下，张天琳在宝鸡投降明军。十月，随孙传庭在真定、济南等地与清军作战。崇祯十六年（1643年）十月，李自成占领关中，张天琳被封为制将军。
大顺永昌元年（1644年），李自成率军向北京进军。大顺军进抵大同，明总兵姜瓖投降。李自成因姜瓖为明重臣却轻易投降欲杀之，张天琳以杀首降不利于之后的劝降工作制止了李自成。一片石战役后，李自成大败随即撤出北京逃亡陕西。张天琳积极备战清军，五月十日，姜瓖和山西总兵王钺叛乱。姜瓖单骑至宣府，张天琳不疑有他，结果张天琳及柯天相反遭姜瓖所害。